# Smolenice
Smolenice es un municipio del distrito de Trnava en la región de Trnava, Eslovaquia, con una población estimada a final del año 2024 de 3228 habitantes.
Se encuentra ubicado en el centro de la región, cerca del río Váh (cuenca hidrográfica del Danubio) y de la frontera con la región de Bratislava.

## Demografía
| Año        | 1994 | 2004    | 2014    | 2024    |
| ---------- | ---- | ------- | ------- | ------- |
| Población  | 3211 | 3235    | 3358    | 3228    |
| Diferencia |      | +0,74 % | +3,80 % | −3,87 % |

| Año        | 2023 | 2024    |
| ---------- | ---- | ------- |
| Población  | 3242 | 3228    |
| Diferencia |      | −0,43 % |